# Typen

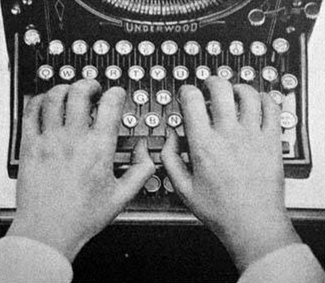
Typen op een typemachine

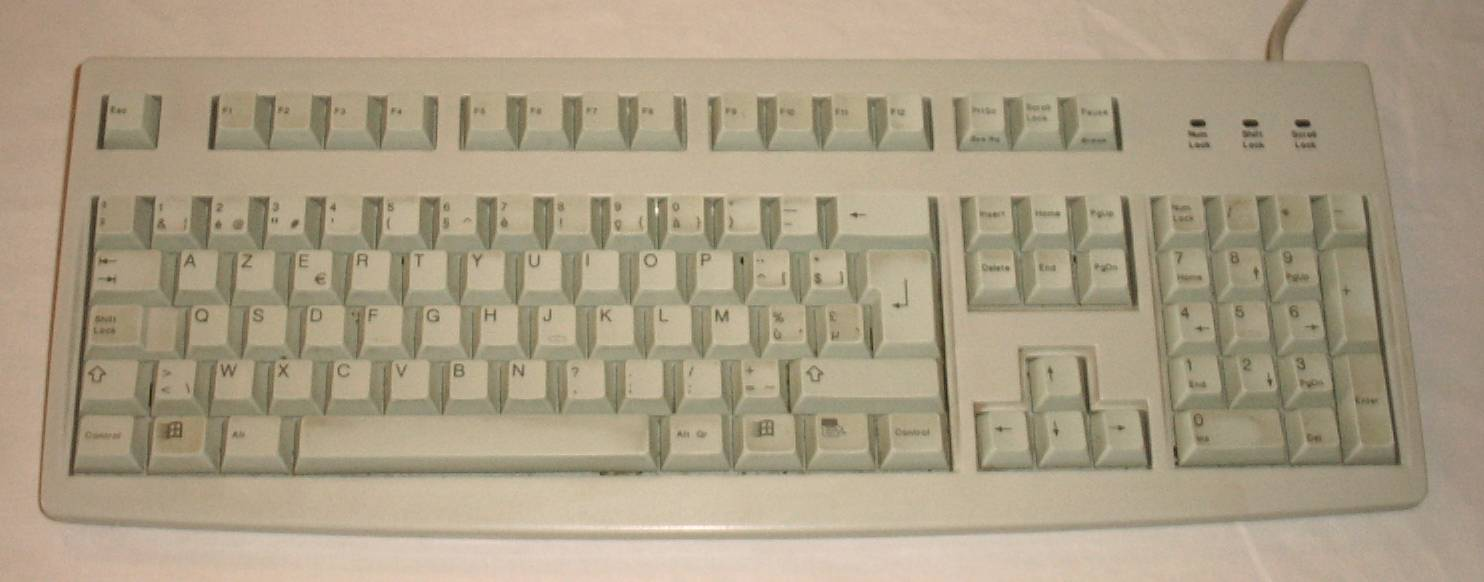
Computertoetsenbord

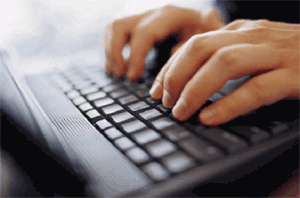
Typen op een laptop

Typen of dactylo is de benaming voor de handelingen die men verricht bij tekstverwerking. Met typen bedoelt men het aanslaan van de toetsen op een typemachine (vroeger, ook wel "machineschrijven" genoemd) of tegenwoordig een fysiek computertoetsenbord, of het aanraken van velden op een aanraakscherm. Een ander woord voor typen in de volksmond is tikken. Ter onderscheiding van ouderwets intypen wordt ook wel de term intoetsen gebruikt.

## Typen als beroep
Een persoon die zich beroepsmatig bezighoudt met tekstverwerking, wordt een typist(e) genoemd. Traditioneel werd en wordt dit beroep beoefend door vrouwen.
Het uittypen van teksten, notulen en verslagen is ook een van de werkzaamheden van een secretaresse, een beroep dat eveneens meestal door vrouwen werd en wordt beoefend. Kort na de oprichting van een belangrijke opleider van secretaresses, Schoevers, in 1913 werden hier al opleidingen aangeboden in het typen door middel van typmachines, in de jaren 1980 deed de computer hier zijn intrede.
Sinds de introductie van de personal computer (pc, zie geschiedenis van de computer) behoort typen tot de dagelijkse werkzaamheden van veel werknemers in het bedrijfsleven. Typist(e) is als beroep dan ook vrijwel verdwenen.

## Typemachine versus computer
Ten opzichte van die van een typemachine zijn de mogelijkheden voor tekstverwerking middels een computer vele malen groter. Waar de meeste typemachines tekst in slechts één (niet-proportioneel) lettertype op een vel papier konden drukken, biedt de computer vele mogelijkheden voor de opmaak en bewerking van een tekst.

## Blind typen
Daar het toetsenbord van een typemachine of computer er speciaal op is ingericht dat het tot op zekere hoogte over een standaardindeling beschikt, is het mogelijk om te typen zonder naar de toetsen te kijken. Dit noemt men blind typen.